# Ribes integrifolium
Ribes integrifolium är en ripsväxtart som beskrevs av Rodolfo Amando Philippi. Ribes integrifolium ingår i släktet ripsar, och familjen ripsväxter. Inga underarter finns listade i Catalogue of Life.